# Salomėja Zaksaitė
Salomėja Zaksaitė (Schreibweise beim Weltschachbund FIDE Salomeja Zaksaite; * 25. Juli 1985 in Kaunas) ist eine litauische Juristin, Schachspielerin, Sport-Strafrechtlerin und Kriminologin.

## Leben
Ihre Mutter Genovaitė Zaksienė (* 1946), promovierte Mathematikerin, ist emeritierte Dozentin der Fakultät für Fundamentalwissenschaften der Technischen Universität Kaunas. Von 1991 bis 1998 besuchte Zaksaitė die „Anima“-Hauptschule Kaunas und von 1998 bis 2003 das Gymnasium der Technischen Universität Kaunas. Nach ihrem Abitur absolvierte sie von 2003 bis 2008 das Magisterstudium der Rechtswissenschaft mit der Fachspezialisierung der Kriminologie und von 2008 bis 2012 das Promotionsstudium an der Rechtsfakultät der Universität Vilnius. Von 2009 bis 2010 war Zaksaitė Ratsmitglied der VU-Rechtsfakultät als Vertreterin der Studentenvertretung. Am 27. Januar 2012 promovierte sie im Straf- und Sportrecht zum Thema Verbreitung und Präventionsprobleme des Betrugs im Sportbereich (lit. „Sukčiavimo sporto srityje paplitimas ir prevencijos problemos“) bei Anna Drakšienė.
Zaksaitė arbeitete einige Jahre im Litauischen Forschungsinstitut für Recht. Ab November 2006 war sie als Assistentin, ab 2008 Oberspezialistin, ab 2009 als Forscherin in der Abteilung für Rechtssystemforschung und danach als wissenschaftliche Mitarbeiterin in der Abteilung für Strafjustiz tätig. Im Herbstsemester 2012 lehrte Zaksaitė vergleichendes Strafrecht auf Englisch an der Europäischen Geisteswissenschaftlichen Universität. Vom April 2013 bis zum März 2015 forschte sie als Postdoktorandin an der Mykolas-Romeris-Universität zum Thema „Täuschung im Sportbereich: Verbreitung, Prävention und rechtliche Einschätzung“ (mit Förderung durch den Wissenschaftsrat Litauens). Ihr Supervisor war Alfredas Kiškis. 2015 publizierte sie die entsprechende Monografie zum Thema ihrer zweijährigen Forschung an der Universität.
Zaksaitė hielt Vorträge 2009 in Moskau, an University of Oxford und 2011 an der Deutschen Sporthochschule Köln zum Thema Recent tendencies in Lithuanian antidoping law. Sie bildete sich weiter in Dänemark.
Seit September 2017 ist sie Rechtsanwältin. Sie lehrt als Dozentin an der MRU in Vilnius.
Zaksaitė ist Mitglied des Litauischen Kriminologen-Vereins.
Zaksaitė spricht englisch und russisch und hat Grundkenntnisse der deutschen Sprache.

## Schachliche Erfolge
2003 erhielt Zaksaitė den Titel Internationaler Meister der Frauen (WIM). Die Normen hierfür erzielte sie im Juli 2002 bei der baltischen Frauenmeisterschaft in Panevėžys mit Übererfüllung, im August 2002 bei einem Turnier in Birštonas, ebenfalls mit Übererfüllung, sowie im Juli 2003 beim internationalen Sosnicki-Memorial im polnischen Świdnica.
2023 erhielt sie den WGM-Titel und erzielte die erste Norm für den Titel Internationaler Meister (IM).
Für die litauische Frauennationalmannschaft spielte Salomėja Zaksaitė bei den Schacholympiaden 2002, 2014, 2016 und 2018 sowie bei den Mannschaftseuropameisterschaften 2005, 2007, 2011, 2013, 2015 und 2017. Bei der Einzeleuropameisterschaft der Frauen 2015 im georgischen Tschakwi gewann Zaksaitė gegen die ukrainische Schachspielerin Anna Uschenina (Elo 2467), ehemalige Schachweltmeisterin von 2012 bis 2013, sowie spielte remis gegen die russische Schachspielerin Jekaterina Kowalewskaja (Elo 2450), ehemaligen Vize-Weltmeisterin von 2004.
Bei der litauischen Einzelmeisterschaft der Frauen 1999, 2013 und 2015 belegte Zaksaitė den 2. Platz, 2011 den 3. Platz sowie 2014 und 2016 gewann sie diese.
Vereinsschach spielte Zaksaitė in Litauen für den ŠK Margiris Kaunas, mit dem sie 1999 am European Club Cup der Frauen teilnahm, und MRU Vilnius Fortas, mit dem sie 2013 am European Club Cup der Frauen teilnahm, in Dänemark für den SK 1968 Århus, bei dem sie in der Saison 2009/10 in der Skakligaen spielte, sowie in der britischen Four Nations Chess League in der Saison 2016/17 für Barbican.
Ihr erster Trainer war der Fernschach-Großmeister Gintautas Petraitis (1944–2022). Ihr jetziger Trainer ist der Internationale Meister Vaidas Sakalauskas (* 1971).

## Publikationen
Monografien
- Vaiko minimalios priežiūros priemonės Lietuvoje: prielaidos, situacija ir įgyvendinimo problemos" (Autoren: Laura Ūselė, dr. Salomėja Zaksaitė, Judita Žukauskaitė, dr. Tautvydas Žėkas). Litauisches Institut für Recht. Vilnius, 2013 m.
- Apgaulė sporto srityje: teisinis ir kriminologinis požiūris. 250 psl., Leidykla: Mykolas-Romeris-Universität, Vilnius. 2015 m.

Artikel
- The Interrelation of Micro and Macro Factors That Contribute to Cheating in Sports.[25]
- Criminalization, Qualification and Prooving of Corruption in the Private Sector: Analysis of Some Practical Cases[26]

Übersetzung
- Hill, Declan. Parduotos rungtynės: futbolas ir organizuotas nusikalstamumas / Declan Hill; [vertė Salomėja Zaksaitė, Mykolas Krivcovas]. Vilnius: Lietuvos krepšinio profesinė sąjunga "Solidarumas", 2011-. d. ISBN 978-609-95350-0-5.